# Kleiner Entenfängerteich

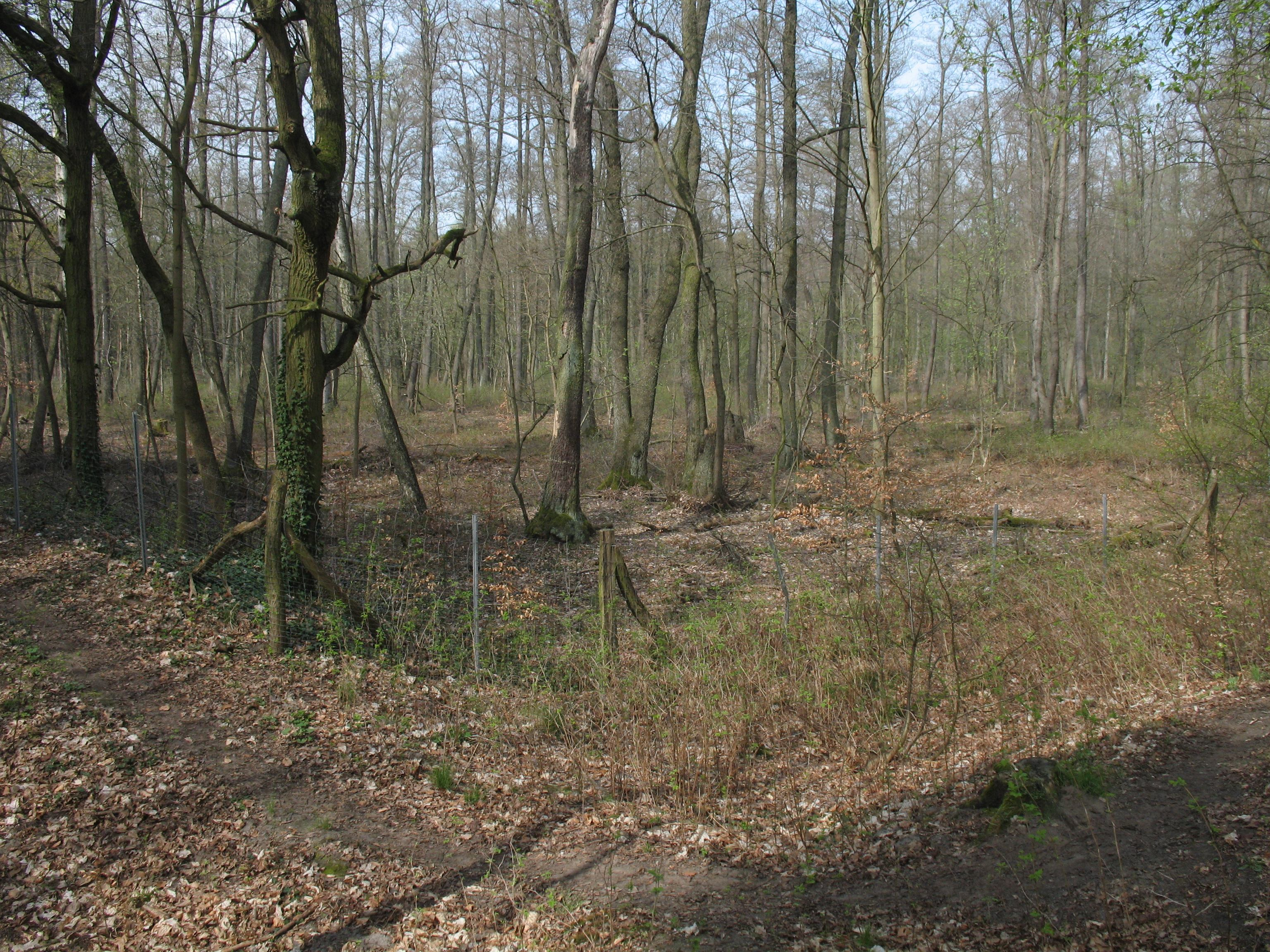
Die Anlage, Blick von der Südostecke

Der Kleine Entenfängerteich ist eine verlandete, künstlich angelegte Teichanlage im Westen der Stadt Potsdam. Der Teich wurde Ende des 17. Jahrhunderts anlegt und diente dazu, Wildenten für die herrschaftliche Tafel zu fangen. Er gilt als eine der ältesten erhaltenen Entenfanganlagen in Deutschland. Die Anlage steht unter Denkmalschutz.

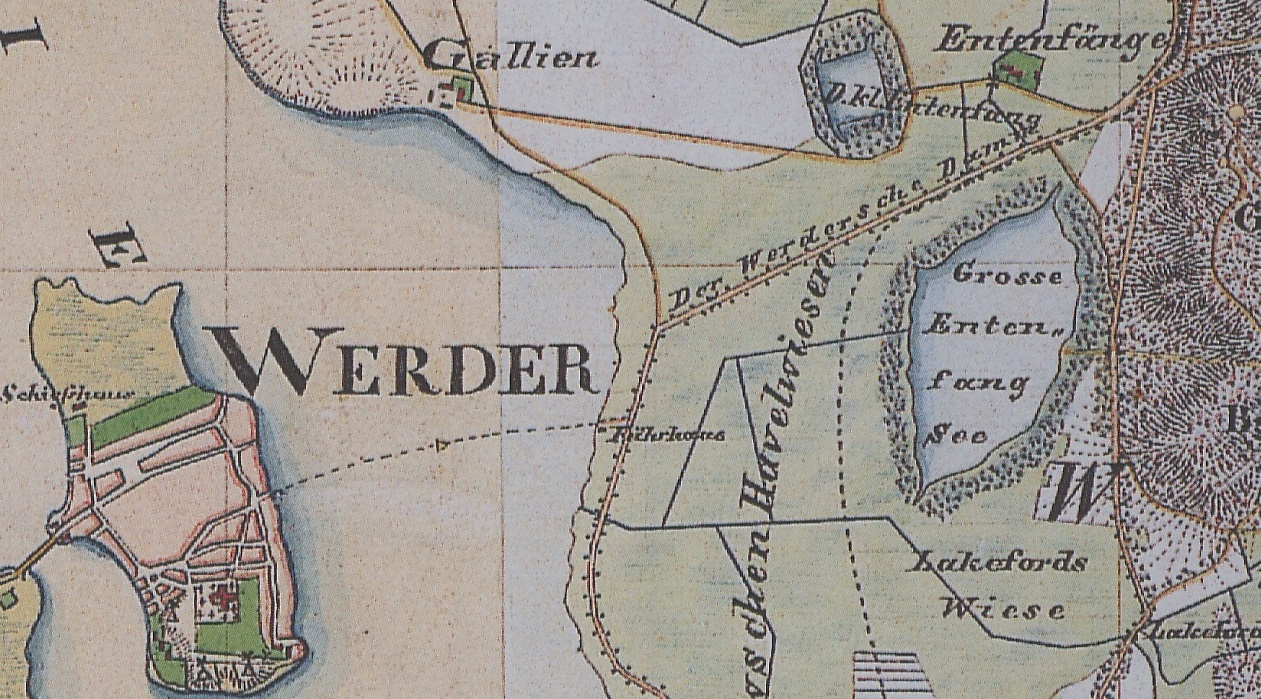
Werder, Gallin und Entenfang auf dem Urmesstischblatt 3643 Werder (Havel) von 1839. Deutlich sichtbar sind zumindest noch drei Pfeifen am Kleinen Entenfangsee.

## Lage
Der Teich liegt im Westen des Stadtgebietes von Potsdam in einem Waldstück am westlichen Rand des Wildparks. Das Areal gehört zum Gebiet des Potsdamer Ortsteils Golm, etwa zwei Kilometer südlich des gleichnamigen Dorfes. Die nächstgelegene Ansiedlung ist der zur Gemeinde Schwielowsee gehörende Ort Wildpark-West. Der Teich liegt nördlich des Fuchswegs, der von Wildpark-West in Richtung Potsdam führt.

## Geschichte

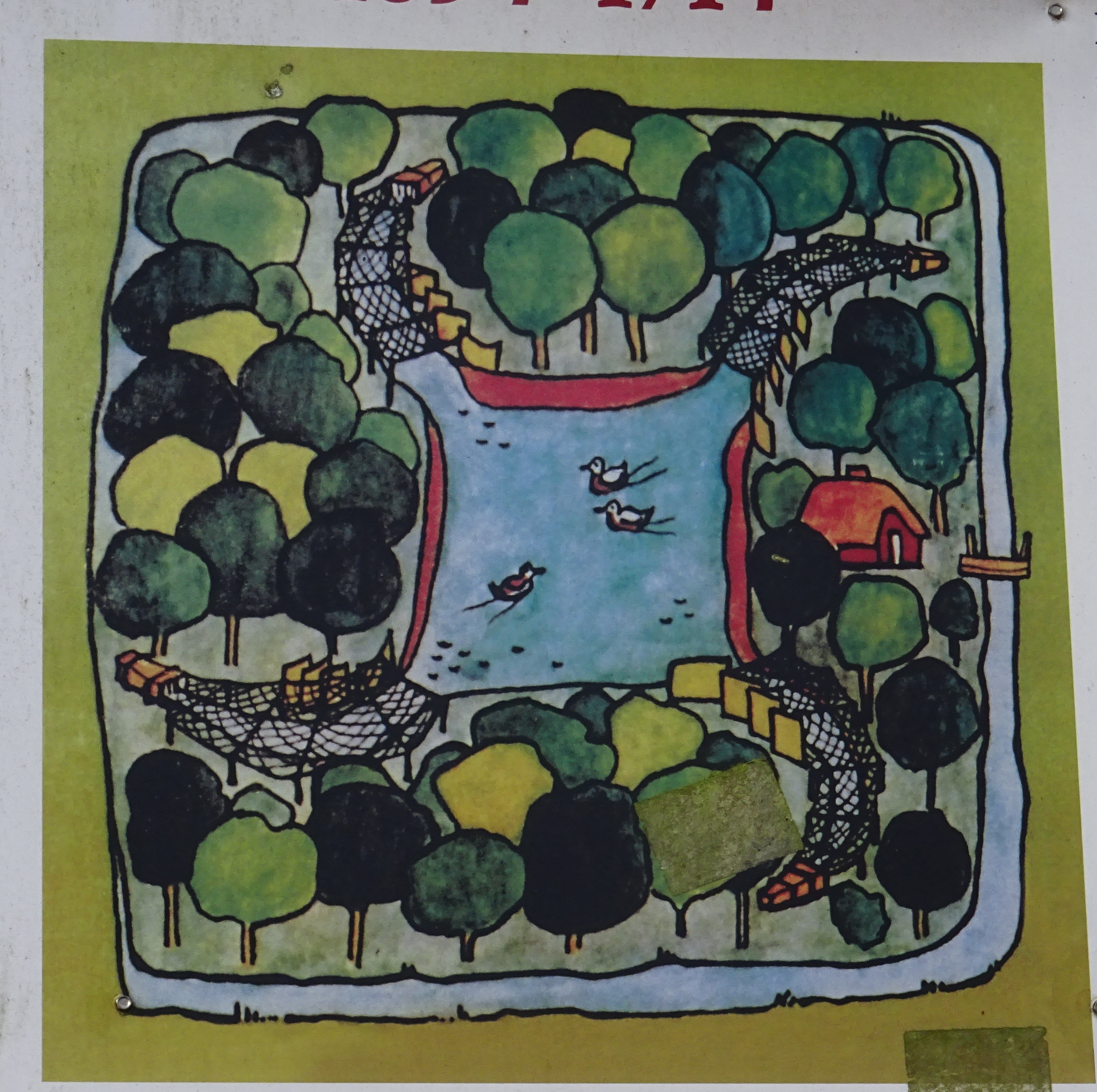
Plan auf Informationstafel vor Ort

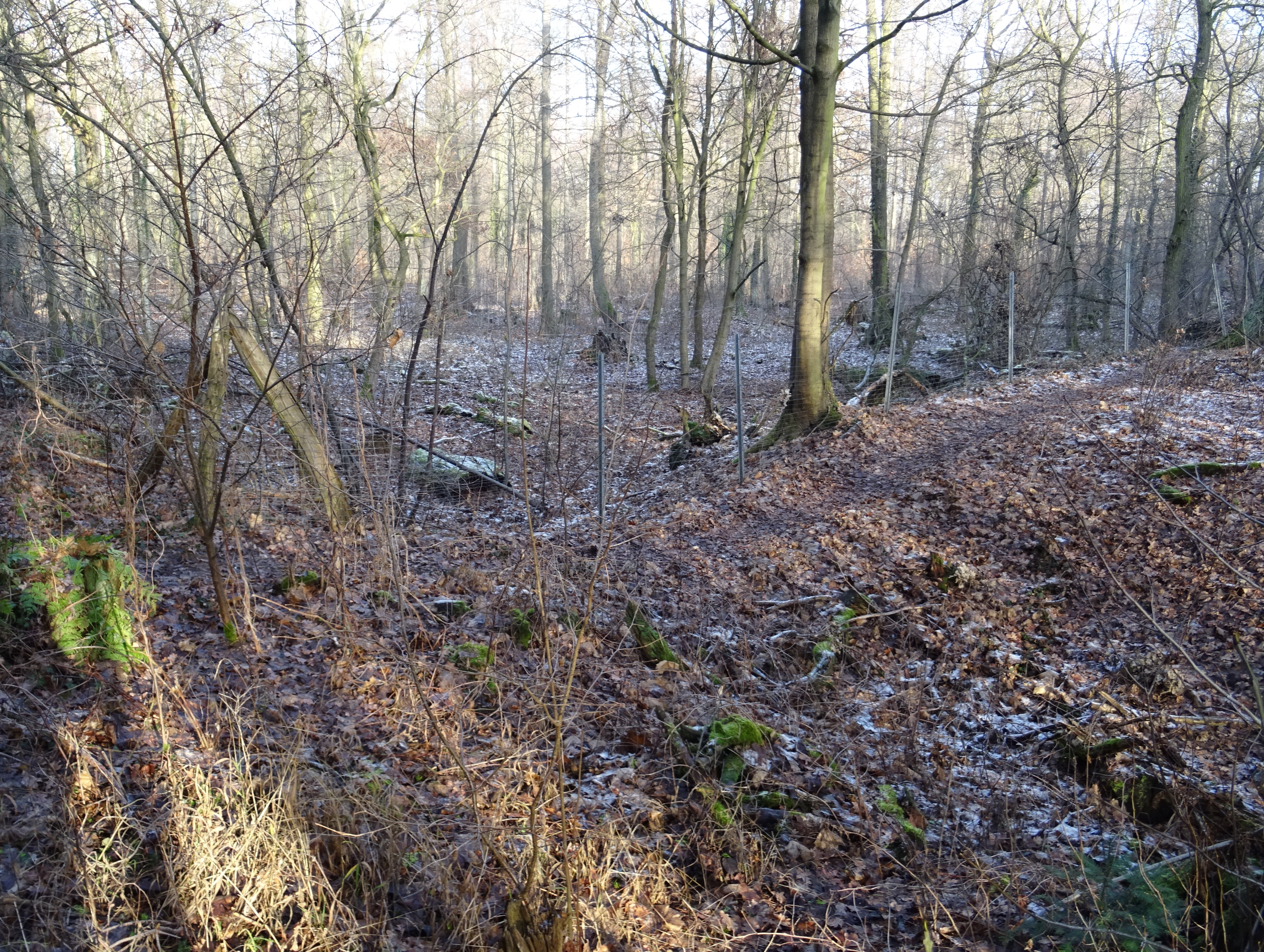
Südwestecke mit Fanggraben im Vordergrund

Der Teich wurde 1694 für Kurfürst Friedrich III., den späteren preußischen König Friedrich I., angelegt. Zweck war der Fang von Enten für die kurfürstliche Tafel. Ansonsten wurden Enten mit Schrot geschossen, was den Geschmack beeinträchtigte.
In der Anlage wurden die Enten mit Hilfe von Lockvögeln in die vier an den Ecken befindlichen Fanggräben getrieben, wo sie von Wärtern gefangen und getötet („gekringelt“) wurden. Binnen kurzer Zeit steigerte sich die Zahl der jährlich gefangenen Tiere von 500 auf über 2000. Hauptjagdzeit war die Zeit zwischen Juni und September, wenn eine Vielzahl von Wildenten die Havel und das Golmer Luch als Rastplatz nutzten. Zur Wende zum 18. Jahrhundert entstand ein Wohnhaus für den Entenfänger östlich des Teichs. Bereits 1714 wurde der Fang dort wieder aufgegeben.
Anschließend, spätestens 1746, wurde der Fangbetrieb im südwestlich (schon auf dem Gebiet von Geltow, heute Teil der Gemeinde Schwielowsee) gelegenen Großen Entenfängerteich (oder -see) aufgenommen. Bei dem auch Klaussee genannten Teich handelt es sich um ein Gewässer natürlichen Ursprungs.
Das östlich der Entenfängerteiche gelegene Entenfängerhaus wurde spätestens ab 1800 als Forsthaus und Fasanerie genutzt. Das Gehöft brannte 1839 ab und wurde 1841 nach einem Entwurf von Ludwig Persius wieder aufgebaut. Die Gestaltung des Gartens übernahm Peter Joseph Lenné, der auch das Areal um die Teiche in die Planungen zur Gestaltung des Wildparks einbezog. Diese Pläne wurden in dieser Form nicht umgesetzt.
1871 wurde der Entenfang in diesem Gebiet endgültig eingestellt.

## Anlage
Der Kleine Entenfängerteich besitzt eine rechteckige, annähernd quadratische Grundform mit etwa 120 bis 130 Metern Kantenlänge. In den Ecken befinden sich die vier gekrümmten und trichterartig zulaufenden Fangarme. Der Teich ist heute fast vollständig verlandet und mit Bäumen bewachsen, er ist aber als Vertiefung im Gelände zwischen etwa einem Meter hohen Dammkronen sichtbar. In der Umgebung der Fangarme sind einzelne Ziersträucher vorhanden; entlang der Uferkanten deuten eine Reihe von Stieleichen auf eine ursprünglich zweireihige Bepflanzung von Ende des 17. Jahrhunderts hin.
Neben dem Namen der beiden Teich erinnern die Namen „Großer Entenfängerberg“ und „Kleiner Entenfängerberg“ für zwei Hügel in der Umgebung an die einstige Nutzung des Gebiets.
Das Entenfängerhaus ist erhalten geblieben, allerdings stark überformt, so dass vom Persiusschen Entwurf kaum etwas zu erkennen ist.